# Renault R.S.17
El Renault R.S.17 es un monoplaza de Fórmula 1 diseñado por Renault Sport F1 Team para competir en la Temporada 2017 de Fórmula 1. La unidad de potencia, el sistema de transmisión de ocho velocidades y el sistema de recuperación de energía son de Renault. El coche es conducido por el alemán Nico Hülkenberg y el español Carlos Sainz, que sustituyó al británico Jolyon Palmer, a partir del Gran Premio de los Estados Unidos.

## Presentación
El R.S.17 se mostró en un evento en Londres por primera vez el 21 de febrero de 2017.

## Resultados
(Clave) (negrita indica pole position) (cursiva indica vuelta rápida)
| Año  | Motor                   | Neu. | N.º | Pilotos         | 1   | 2   | 3   | 4   | 5   | 6   | 7   | 8   | 9   | 10  | 11  | 12  | 13  | 14  | 15  | 16  | 17  | 18  | 19  | 20  | Puntos | Pos- |
| ---- | ----------------------- | ---- | --- | --------------- | --- | --- | --- | --- | --- | --- | --- | --- | --- | --- | --- | --- | --- | --- | --- | --- | --- | --- | --- | --- | ------ | ---- |
| 2017 | Renault R.E.17 V6 Turbo | P    |     |                 | AUS | CHN | BHR | RUS | ESP | MON | CAN | AZE | AUT | GBR | HUN | BEL | ITA | SIN | MYS | JPN | USA | MEX | BRA | ABU | 57     | 6º   |
| 2017 | Renault R.E.17 V6 Turbo | P    | 27  | Nico Hülkenberg | 11  | 12  | 9   | 8   | 7   | Ret | 8   | Ret | 13  | 6   | 17† | 6   | 13  | Ret | 16  | Ret | Ret | Ret | 10  | 6   | 57     | 6º   |
| 2017 | Renault R.E.17 V6 Turbo | P    | 30  | Jolyon Palmer   | Ret | 13  | 13  | Ret | 15  | 11  | 11  | Ret | 11  | DNS | 12  | 13  | Ret | 6   | 15  | 12  |     |     |     |     | 57     | 6º   |
| 2017 | Renault R.E.17 V6 Turbo | P    | 55  | Carlos Sainz    |     |     |     |     |     |     |     |     |     |     |     |     |     |     |     |     | 7   | Ret | 11  | Ret | 57     | 6º   |